# Hale Mutin
Hale Mutin ist eine osttimoresische Aldeia im Sucos Bairro Pite (Verwaltungsamt Dom Aleixo, Gemeinde Dili). 2015 lebten in Hale Mutin 589 Menschen.

## Lage
Die kleine Aldeia Hale Mutin liegt im Norden des Sucos Bairro Pite. Nördlich liegt, jenseits der Avenida de Hudi-Laran, die Aldeia Teki-Teki, östlich die Aldeia Frecat, südlich und westlich die Aldeia  Rainain. Diagonal durchquert die Aldeia der Travessa Do Kulo Okos.